# Oktavián Josef Kinský
Oktavián Josef hrabě Kinský z Vchynic a Tetova, zvaný Taffy (německy Octavian Joseph Graf Kinsky von Wchinitz und Tettau; 13. března 1813 zámek Vlkov nebo Chlumec nad Cidlinou – 28. května 1896 Chlumec nad Cidlinou) byl český šlechtic, nejvyšší dvorský hofmistr Českého království, sportovní jezdec a šlechtitel koní, po němž bylo pojmenováno plemeno kůň Kinský. Jako první uspořádal v Českém království dostihy podle anglických pravidel. Od roku 1831 do své smrti byl hlavou chlumecké linie rodu Kinských.

## Život
Narodil se jako syn hraběte Leopolda Kinského (1764–1831) a jeho manželky Marie Terezie, rozené svobodné paní z Puteani (1786–1863). Druhé jméno Josef získal po svém kmotrovi knížeti Josefu Poniatowském (1763–1813). Vyrůstal na zámku Karlova Koruna. Prvorozeným potomkem Leopolda Kinského byl syn Filip (1806–1824), ten ale zemřel tragickým úrazem. Při vjíždění na koni do stájí se udeřil do hlavy a zemřel na krvácení do mozku. Tak se stal Oktavián Kinský náhle dědicem titulu a po smrti svého otce hlavou rodové linie Kinských. 
Byl vysoký, měřil 190 cm. Od svých 18 let působil krátkou dobu ve vojsku. V roce 1832 se stal podporučíkem. Sloužil u kyrysnického regimentu (pluku) knížete Auersperga. Po rvačce s důstojníkem odešel v roce 1834 do výslužby.
Získal titul císařského komořího a tajného rady. Zastával dědičný úřad nejvyššího dvorského hofmistra Českého království. V tomto úřadě se v roce 1836 zúčastnil korunovace Ferdinanda V. Dobrotivého českým králem. V roce 1856 založil nadaci při Tereziánské vojenské akademii ve Vídeňském Novém Městě, jednalo se o jedno nadační místo pro kadeta z rodu Kinských. V letech 1864–1866 byl starostou Chlumce nad Cidlinou. V letech 1867–1870, 1872–1875 a 1877–1883 byl poslancem Českého zemského sněmu. Od roku 1862 byl dědičným členem Panské sněmovny rakouské Říšské rady.
V roce 1896 hrabě Oktavián Josef Kinský zemřel a byl pohřben v  hrobce Kinských při kostele sv. Filipa a Jakuba v Mlékosrbech.

## Rodina
Dne 21. ledna 1835 se oženil s Anežkou Hedvikou říšskou hraběnkou Schaffgotschovou, Semperfrei z Kynastu a Trachenbergu (3. 11. 1810 – 5. 2. 1888), majitekou panství Podbořany, dcerou Josefa Gottharda Antonína Schaffgotsche (1767–1844) a jeho manželky Marie Josefy Skrbenské z Hříště (1776–1851). Manželství nebylo šťastné a Oktavián smilnil s milenkami. Po smrti své první manželky se pětasedmdesátiletý hrabě Kinský 6. září 1888 v Chlumci nad Cidlinou oženil znovu, tentokrát však morganaticky s o 45 let mladší cirkusovou krasojezdkyní Marií Stubenvollovou (31. 7. 1858 Vídeň – 1909).
Obě manželství byla bezdětná.

## Majetek

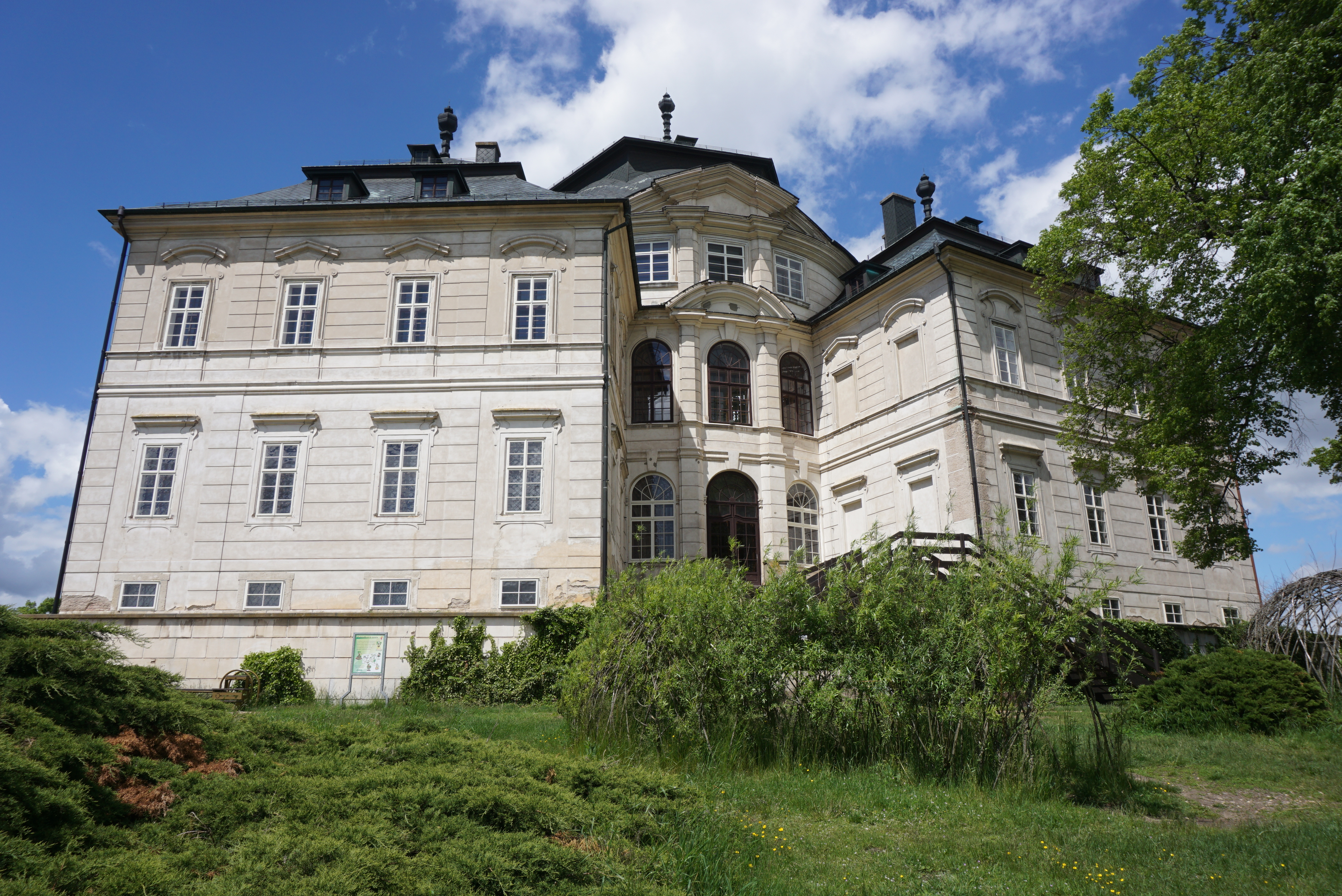
Zámek Karlova Koruna

Po otci zdědil fideikomis Chlumec nad Cidlinou, který tvořilo 54 vesnic, 16 lesních revírů a 24 dvorů, a panství Kratonohy. Do dosažení plnoletosti, které bylo tehdy ve věku 24 let, dědictví měla spravovat jeho matka a děd (nebo strýc) Karel Ferdinand baron Puteani. Ve správě majetku došlo k nějakým chybám, čehož Oktavián využil, nechal se prohlásit plnoletým a převzal v roce 1835 správu do svých rukou.
Rok před svou smrtí v roce 1895 předal správu velkostatku svému synovci Zdeňkovi (1844–1932).

## Koně
Hrabě Kinský od roku 1832 spravoval dvůr Ostrov poblíž vesničky Písek východně od Chlumce nad Cidlinou, kde měl chov koní. Zde se roku 1838 narodila plnokrevná klisna Themby II. barvy isabell, které však, kvůli její světlé srsti jako údajné hipologiké mezaliance, odmítli zapsat do chovné knihy žokej klubu. To hraběte Kinského natolik rozlítilo, že v Ostrově nechal zřídit vlastní chovatelskou knihu. Křížením úspěšné lovecké a běžecké klisny s plnokrevným hřebcem Princem Djahura se v roce 1853 narodil hřebeček Caesar téže barvy isabell, který se stal zakladatelem plemene koně Kinského.
10. dubna 1874 patřil hrabě Oktavián Kinský k zakladatelům vídeňského klusáckého sdružení. Hrabě Kinský byl zároveň členem pardubického Dostihového spolku v Čechách. Společně s Maxmiliánem hrabětem z Ugarte a Emilem Egonem princem z Fürstenbergu navrhl parkur a byl hlavním organizátorem první Velké pardubické, která se uskutečnila 5. listopadu 1874.
Jelikož po sobě nezanechal žádné potomky, převzal jeho slavný chov koní jeho prasynovec Zdenko Radslav hrabě Kinský, který jej dále rozvíjel.